# Condition des soies (Saint-Étienne)
La condition des soies de Saint-Étienne est une ancienne condition des soies de Saint-Étienne dans le département de la Loire. Elle était précédemment abrité dans le bâtiment de la chambre de commerce.
Ses façades et toitures, ainsi que l'escalier avec sa cage sont inscrits au titre des monuments historiques par arrêté du 29 mai 2002.